# August Ferdinand Severin
August Ferdinand Severin (* 1818 in Grimma; † 4. März 1892 in Bern) war ein Obergärtner in den botanischen Gärten St. Petersburg und Bern.

## Leben
Nach einem Schulbesuch absolvierte Severin bei Friedrich Adolph Haage in Erfurt seine Gärtnerlehre. Später übernahm er eine Stelle im Schlosspark Donaueschingen. Von hier wechselte er 1846 in den Botanischen Garten Zürich. Die Leitung des Gartens hatte seinerzeit Eduard August von Regel inne, der in Severin großes Zutrauen fasste und ihm die wichtigsten Kulturen übertrug. 1852 wurde er von Eduard Merian als Obergärtner auf dessen Gut Teufen berufen. Von hier warb ihn 1856 erneut Regel nach St. Petersburg zu kommen, um die Stelle des Obergärtners im dortigen botanischen Gartens auszufüllen. Dort vermählte er sich 1862 mit Laura Walter. Ebenfalls in St. Petersburg begann Severin zunehmend unter Taubheit zu leiden. Auch infolgedessen wechselte er 1868 in gleicher Stellung nach Bern, wo er bis zu seinem Tode tätig war.

## Werke
- Benutzung des gefüllten Königsveilchens zum Winterflor. In: Schweizer Zeitschrift für Gartenbau. IV. Jg. 1846, Nr. 9, S. 129–132 (Digitalisat auf Google Books).
- Die Bepflanzung eines Gemüsegartens von 5000 m². In: Schweizer Zeitschrift für Gartenbau. VII. Jg. 1849, Nr. 4, S. 61–62.
- Kurzer Bericht über den Anbau einiger Gemüsearten in der ökonomischen Abteilung des kaiserlichen botanischen Gartens in St. Petersburg. In: Gartenflora, 1866, S. 205–209 (Verweis)